# Puente Adolfo
El puente Adolfo (del francés: Pont Adolphe) (en alemán: Adolphe-Brücke) es un puente de piedra en arco situado en la ciudad de Luxemburgo. El puente conduce el tráfico rodado por encima del río Pétrusse, conectando el Boulevard Real, en Ville Haute, con la Avenida de la Liberté, en Gare, Luxemburgo. Con 17,2 metros de ancho contienen 4 carriles, 3 a Gare y un carril bus a la Villa Haute, y además tiene dos aceras para peatones.

## Descripción

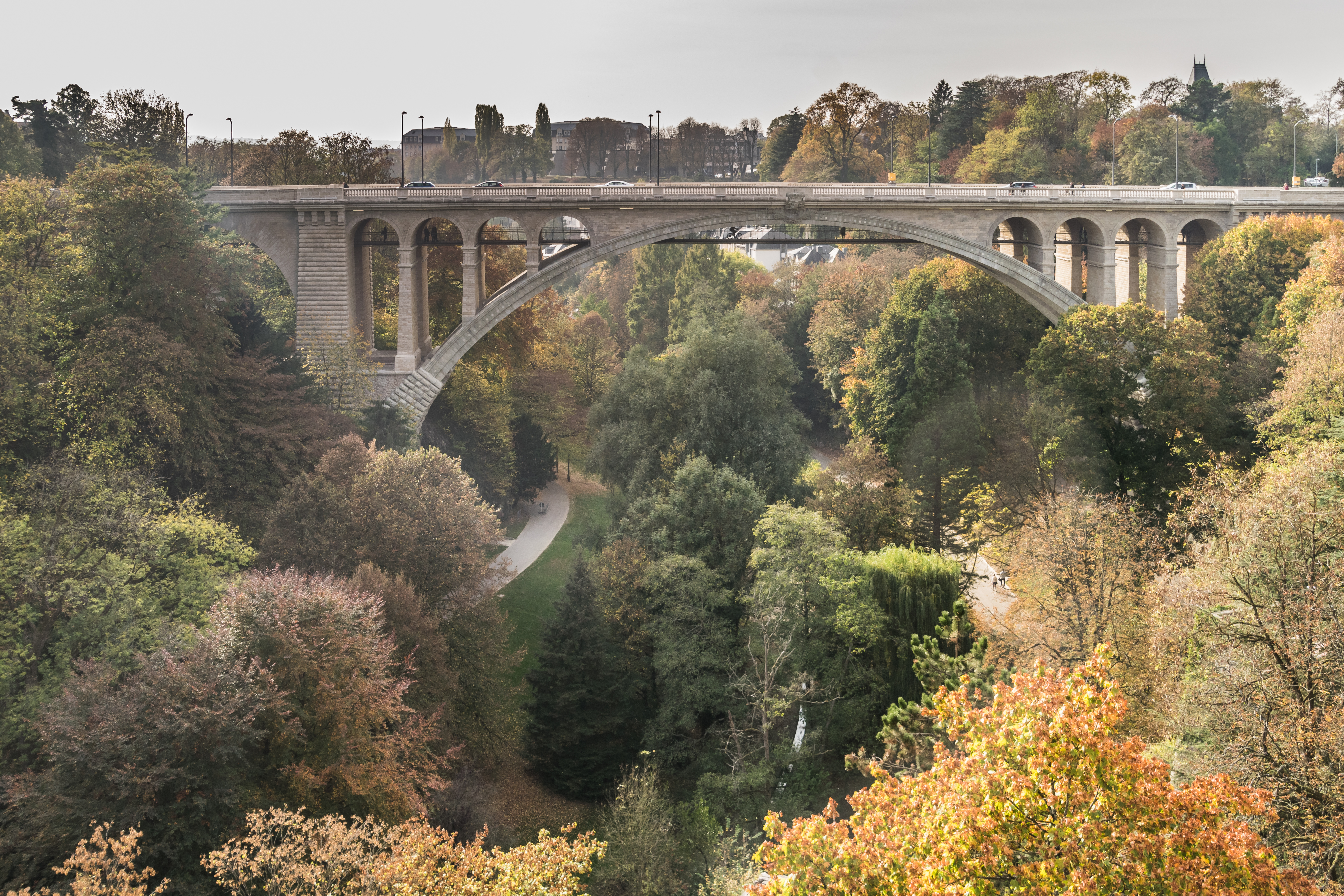
Otra vista del puente Adolfo

El puente de Adolfo se ha convertido en un símbolo extraoficial de la independencia de Luxemburgo y se ha convertido en uno de los principales atractivos turísticos. El puente fue diseñado por Paul Sejourné, un ingeniero civil francés y Paul Rodange, un ingeniero luxemburgués. El puente fue construido entre 1900 y 1903.
El nombre del puente se debe al Gran Duque Adolfo de Luxemburgo que reinó el país entre 1890 y 1905, y fue el primer monarca que mantuvo el título sin compartir ninguno más. Aunque el puente tiene más de 100 años se le sigue llamando el Puente Nuevo por la gente de Luxemburgo. El puente antiguo es la Passerelle, construida entre 1859 y 1861.